# Blanche d'Antigny
Blanche d'Antigny, född 9 maj 1840 i Martizay, död 27 juni i 1874 i Paris, var en fransk skådespelare, sångare och kurtisan. Hon tillhörde de mest berömda av de så kallade demimonderna eller grande horizontales, kollektivt kallade La garde, i andra kejsardömets Paris.
Hon arbetade deltid som skådespelare men är mest känd som kurtisan. Bland hennes kunder nämns en rysk prins, en maharadja och flera franska bankirer. Hon ägde en våning i Paris inredd med turkos satin och hade betjänter i livré, och var känd för de fester hon höll. Hon väckte en gång skandal för att uppträda draperad i diamanter. 
Hon har utpekats som en förebild för Emile Zolas karaktär Nana; hon såg ut som Nana, slösade också pengar på lyxkonsumtion och dog också vid 33 års ålder. 